# Målakulle
Målakulle är en höjd 330 meter över havet som ligger öster om Kaxholmen norr om Huskvarna. John Bauerleden passerar förbi utsiktsplatsen på Målakulle som har utsikt över Vättern och Landsjön.